# Ems (flod)
Ems (nederländska: Eems) är en flod i nordvästra Tyskland. Floden är 371 kilometer lång och har ett avrinningsområde på 17 934 km². Ems har sin källa i hedområdet Senne i Teutoburgerskogen. Den rinner därefter generellt i en nordvästlig eller nordlig riktning, genom förbundsländerna Nordrhein-Westfalen och Niedersachsen. Ems mynnar ut i viken Dollart (Nordsjön) vid Emden, nära gränsen mot Nederländerna. Medelvattenföringen är där 80 m³/s.
Floden är en viktig transportled och förbinds med Rhen och Ruhrområdet genom Dortmund-Ems-kanalen samt med Weser och Elbe genom Mittellandkanalen.